# Liste der Monuments historiques in Estrebay
Die Liste der Monuments historiques in Estrebay führt die Monuments historiques in der französischen Gemeinde Estrebay auf.

## Liste der Objekte
| Bezeichnung | Beschreibung                                                    | Standort                        | Kennzeichnung | Schutzstatus | Datum | Bild |
| ----------- | --------------------------------------------------------------- | ------------------------------- | ------------- | ------------ | ----- | ---- |
| Adlerpult   | Holz, farbig gefasst, Ende des 18. Jahrhunderts; 1969 gestohlen | in der Kirche Notre-Dame (Lage) | PM08000183    | Classé       | 1969  |      |
| Taufbecken  | Kalkstein, 14. Jahrhundert                                      | in der Kirche Notre-Dame (Lage) | PM08000184    | Classé       | 1969  |      |